# 1667

## أحداث
- تأسيس مدينة ماريامبوله وتقع حاليا في ليتوانيا.
- تأسيس مدينة كالفاريا وتقع حاليا في ليتوانيا.
- نهاية الحرب الروسية البولندية في 1667 والتي بدأت في 1654.
- نهاية الحرب الإنجليزية الهولندية الثانية في 31 يوليو 1667 والتي بدأت في 4 مارس 1665.
- بداية حرب أيلولة في 24 مايو 1667 والتي انتهت في 2 مايو 1668.
- تأسيس مرصد باريس القومى

## مواليد
- أبراهام دي موافر
- ياأويا أوشيتشي
- يوهان بيرنولي
- جوناثان سويفت
- اليوم غير معروف - يا أويا أوشيتشي، فتاة يابانية أعدمت حرقا بسبب إشعال حرائق.

## وفيات
- إسكندر السابع
- الجرموزي